# Positive Vibrations
Positive vibrations is het achtste studioalbum van de rock- en bluesband Ten Years After. Hat album is uitgebracht in 1974. Na dit album werd de band (voorlopig) opgeheven. Het volgende studioalbum werd pas in 1989 uitgebracht.   

## Muzikanten
- Alvin Lee – zang, gitaar
- Leo Lyons – basgitaar
- Ric Lee – drums
- Chick Churchill – keyboards

Achtergrondzang op Without you: Alvin Lee, Harold Burgos en Ric Lee.

## Muziek
De muziek op dit album klinkt wat meer gepolijst dan  op de vorige albums. Er staan een paar ballads op dit album (onder anderen de titeltrack Positive vibrations) en een aantal rock nummers, zoals You drive me crazy. It ’s getting harder is op single uitgebracht. Alle nummers zijn geschreven door Alvin Lee, behalve Going back to Birmingham, wat geschreven is door de rock-'n-rollzanger en pianist Little Richard. In 2014 is een herziene uitgave verschenen met zeven bonustracks, vooral live opnames. 

### Kant een
1. Nowhere to run – 4:02
2. Positive vibrations – 4:20
3. Stone me – 4:57
4. Without you – 4:00
5. Going back to Birmingham (Little Richard) – 2:39

### Kant twee
1. It's getting harder – 4:24
2. You're driving me crazy – 2:26
3. Look into my life – 4:18
4. Look me straight into the eyes – 6:20
5. I wanted to boogie – 3:36

### Heruitgave 2014 met zeven bonustracks
1. Rock & roll music to the world (Alvin Lee)- live in Frankfurt
2. Once there was a time (Alvin Lee) - live in Frankfurt
3. Spoonful (Willie Dixon) - live in Paris
4. I'm going home (Alvin Lee) - live in Paris
5. Standing at the station (Alvin Lee) - live in Amsterdam
6. Sweet little sixteen (Chuck Berry) - live in Atlanta
7. Positive Vibrations radio advert (1974)

## Album
Dit album is uitgebracht in april 1974. Het is opgenomen in de Hookend Recording Studios bij Oxforshire in Engeland. De band heeft het album geproduceerd, geluistechnici waren Andy Jaworski en Harold Burgos. Sinds 1997 is het album ook op Compact Disk verkrijgbaar. De herziene uitgave die in 2014 is verschenen, is ge-remastered in de Abbey Road Studios in Londen. 
Dit album stond 14 weken in de Amerikaanse albumlijst  Billboard 200 met als hoogste plaats # 81. Het album kreeg in AllMusic een beoordeling van twee sterren (van maximaal vijf sterren). 